# Phaonia tenuiseta
Phaonia tenuiseta este o specie de muște din genul Phaonia, familia Muscidae. A fost descrisă pentru prima dată de Pokorny în anul 1893. Conform Catalogue of Life specia Phaonia tenuiseta nu are subspecii cunoscute.